# Jan Reedijk
Jan Reedijk (Westmaas, 3 augustus 1943) is hoogleraar anorganische chemie aan de Universiteit Leiden sinds 1979 en is emeritus sedert 1-11-2009; hij was wetenschappelijk directeur van het Leids Instituut Chemisch Onderzoek van 1993 tot 2005 en is een ervaren onderzoeker in de coördinatiechemie, bioanorganische chemie, en diverse toepassingen van de coördinatiechemie, waaronder katalyse. Jan Reedijk heeft meer dan 1100 wetenschappelijke publicaties op zijn naam staan en was promotor van 90 promovendi. Na in 1964 zijn bachelor en in 1966 zijn master gehaald te hebben (de laatste cum laude), promoveerde hij in 1968 cum laude op het onderwerp Methyl cyanide as a ligand. Reedijk is onder meer lid van de Koninklijke Nederlandse Akademie van Wetenschappen, de Finse wetenschappelijke academie en de Academia Europaea. Daarnaast heeft Reedijk diverse wetenschappelijke onderscheidingen ontvangen en functies bekleed.
Sinds 2 juni 2008 is hij Ridder in de Orde van de Nederlandse Leeuw.